# 史帝芬·羅素

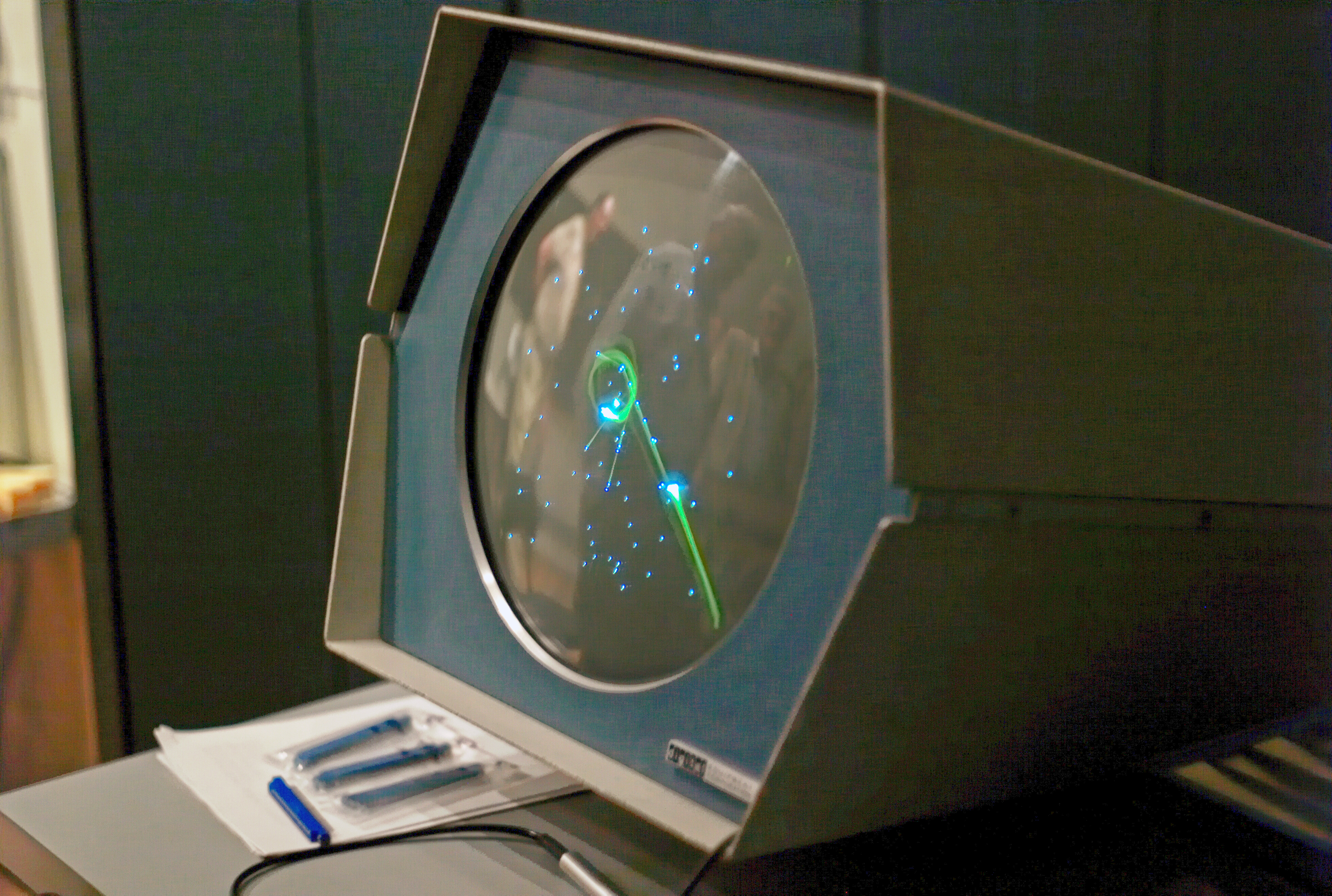
計算機歷史博物館中PDP-1上的《太空戰爭！》 ，2007年

史帝芬·羅素（英語：Stephen Russell，1937年5月12日—），綽號「蛞蝓」（Slug），是一名美國計算機科學家，最著名的作品是《太空戰爭！》，因其為第一個廣泛傳播的電子遊戲而知名。

## 生平
羅素出生於康乃狄克州哈特福，1954年至1958年就讀於新罕布夏州漢諾威的達特茅斯學院。
羅素為IBM 704大型計算機編寫了程式語言LISP的前兩個實現，是羅素意識到通用函數的概念可以應用到語言中。通過在低級語言中實現LISP通用評估器，就有可能創建LISP直譯器；之前關於該語言的開發工作主要集中在編譯該語言。他發明了續體，為他的LISP實現的一個用戶解決了一個雙遞歸問題。
1962年，羅素與麻省理工學院鐵路模型技術俱樂部的同伴們一起，在迪吉多的PDP-1微型計算機上創作和設計了《太空戰爭！》。《太空戰爭！》被廣泛認為是第一個數位電子遊戲，成為整個電子遊戲行業的基礎。
之後羅素擔任計算機中心公司的執行官，這是華盛頓州的一家小型時間共享公司。1968年秋天，他指導比爾·蓋茲和保羅·艾倫使用迪吉多PDP-10主機，當時他們是西雅圖湖畔學校程式設計組的成員。